# اینکولو
اینکولو (به انگلیسی: Inkollu) یک منطقهٔ مسکونی در هند است که در Inkollu mandal واقع شده‌است. اینکولو ۵۰٬۰۰۰ نفر جمعیت دارد.